# لورا غريفز
لورا غريفز (بالإنجليزية: Laura Graves) هي فارسة سباق أمريكية، ولدت في 22 يوليو 1987 في فايستون في الولايات المتحدة.

## وصلات خارجية
- لورا غريفز على موقع الاتحاد الدولي للفروسية (الإنجليزية)
- لورا غريفز على موقع FEI (رابط بديل) (الإنجليزية)
- لورا غريفز على موقع اللجنة الأولمبية الدولية (الإنجليزية)
- لورا غريفز على موقع أوليمبيديا (الإنجليزية)
- لورا غريفز على موقع اللجنة الأولمبية والبارالمبية الأمريكية (الإنجليزية)